# 中国—伊拉克关系
中國—伊拉克關係（阿拉伯语：‎）是指中國和伊拉克之間的外交關係。

## 歷史

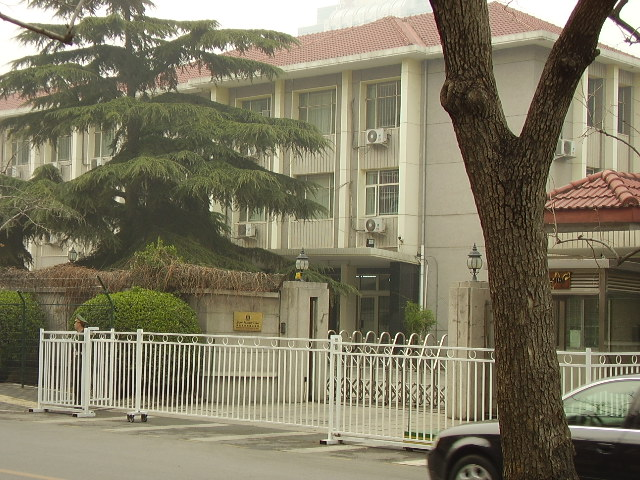
伊拉克駐華大使館

1942年3月16日，中华民国与伊拉克王国簽署《中華民國伊拉克王國友好條約》，建立公使級外交關係。到1949年中华人民共和国成立后，伊拉克王国继续与中华民国维持外交关系，1957年，伊拉克王储阿布杜勒·伊拉访问中華民國。1958年伊拉克爆发革命，推翻了哈希姆王朝，之后新的伊拉克政府和中华人民共和国于1958年8月25日建交。1960年代期間，伊拉克在六日戰爭和贖罪日戰爭與以色列交戰時購買前蘇聯和中國的武器，使兩國關係變得更親密。
1971年伊拉克支持中華人民共和國恢復在聯合國的席位。1980年代兩伊戰爭期間，中國對雙方都是重要的支持者。
1991年波斯灣戰爭期間中國曾經譴責伊拉克入侵科威特，後來美國政府称其發現中國違反聯合國對波斯灣戰爭的協議。戰後，中國根據聯合國安理會“石油換食品”計劃同伊拉克開展了一些經貿往來。
2003年伊拉克戰爭結束後，2004年7月，中國駐伊拉克大使館復館，並於同年10月實現兩國互派大使。2014年12月30日，中國駐埃爾比勒總領事館開館。2015年12月伊拉克總理阿巴迪訪華期間，兩國政府發表聯合聲明，宣佈建立戰略夥伴關係。2023年10月16日，中国驻伊拉克巴士拉总领事馆正式开馆。2024年3月，伊拉克在广州开设首个驻华领事机构。

## 政治關係
中國強烈反對伊拉克戰爭，並且連同俄羅斯強烈譴責美國入侵及佔領的行為，要求美國從伊拉克撤軍。四國都反對英美的決定，並且在聯合國要求外的情況下拒絕派出人員參與。
中方訪問伊拉克的主要有：外交部部長王毅（2014年2月），外交部副部長張明（2014年12月出席中國駐埃爾比勒總領館開館儀式），全國人大常委會副委員長陳竺（2018年4月赴巴格達出席紅十字會與紅新月會國際聯合會中東北非地區會議）等。
伊方訪華的主要有：總統塔拉巴尼（2007年6月），總理馬利基（2011年7月），外交部部長賈法裡（2015年6月），總理阿巴迪（2015年12月），總理阿卜杜勒馬赫迪（2019年9月）等。

## 經貿關係
伊拉克戰爭後，中國和俄羅斯公司成為伊拉克石油的最大贏家。中國公司按合約願意營運20年，比西方社會的公司提供較低利潤。2013年，中國購買接近一半伊拉克石油產品，將近每日150萬桶。
2022年，中伊雙邊貿易額533.7億美元、同比增長42.9%，其中中國出口139.9億美元、同比增長30.8%，進口393.9億美元、同比增長47.8%。

## 外部連結
- 中華人民共和國駐伊拉克共和國大使館官方網站（简体中文）（英文）（阿拉伯文）
  - 中華人民共和國駐伊拉克共和國大使館經濟商務處官方網站（简体中文）
- 中华人民共和国驻埃尔比勒总领事馆官方网站（简体中文）（英文）
- 伊拉克駐華大使館官方網站（英文）（阿拉伯文）